# 淤美豆奴神
淤美豆奴神（おみづぬのかみ）是日本神话中的国津神。

## 概述
《古事記》中須佐之男命的4世孫，《日本書紀》中未出现。粟鹿神社的書籍《粟鹿大明神元記》记载为意弥都奴。十七世神之一的国津神。
从名称和母亲的系谱来看是与水有关的神。“淤”是“大”的音约，“美豆”即“水”，“奴”即“主”，名义上是“伟大的水之主”。
在《出雲国風土記》中国引的八束水臣津野命别名意美豆怒命、伊美豆怒命，因此这二神被视作同一神。
長濱神社把八束水臣津野命和淤美豆奴神作为不同的神，分别作为国引之神和妙見之神来祭祀。
北居都神社将其视为须佐之男的御子神，与弟弟衝鉾等乎留比古命一同作为开拓神被祭祀。
天津日子根命8世孙为甲斐国造的始祖意美津奴彦命。

## 八束水臣津野命
《出雲国風土記·意宇郡》記載的国引神話主人公、風土記中并没有关于須佐能袁命和大穴持命的系谱的记载。但是有个叫做赤衾伊農意保須美比古佐和気能命的御子神。
八束水臣津野命将新羅、高志等地的海角切掉，用绳子拉紧联结起来使出云国变大。
另外，在島根的地名由来和杵築宮的起源中也有出现。

## 系譜

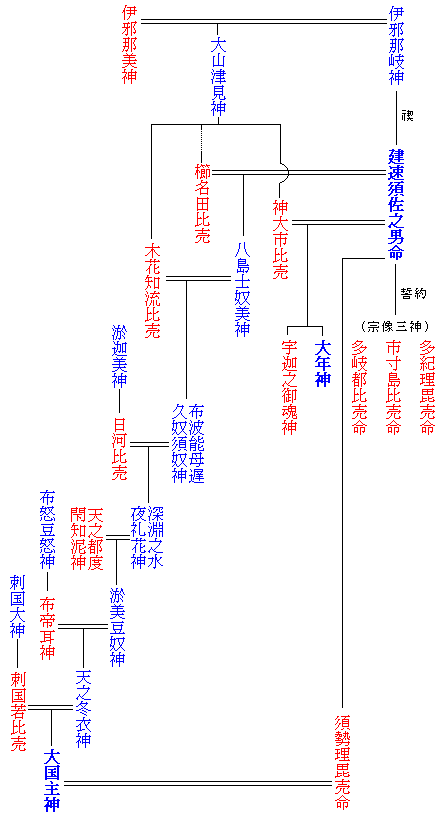
从須佐之男命至大国主神的系图（『古事記』）。蓝为男神、红为女神

深淵之水夜礼花神娶了天之都度閇知泥神而诞生淤美豆奴神，淤美豆奴神与布怒豆怒神的女儿布帝耳神诞生了天之冬衣神。
出雲国風土記中名为赤衾伊農意保須美比古佐和気能命的御子神，長濱神社认为祂是八束水臣津野命与布帝耳神之子。

## 祭祀神社
- 長濱神社（島根縣出雲市西園町）
- 富神社（島根縣出雲市斐川町）
- 諏訪神社（島根縣出雲市別所町）
- 國村神社（島根縣出雲市多伎町）
- 須多神社（島根縣松江市東出雲町）
- 佐比賣山神社（島根縣大田市鳥井町）
- 龍岩神社（島根縣邑智郡邑南町）
- 北居都神社（岡山縣岡山市東区）
- 金持神社（鳥取縣日野郡日野町）
- 美濃夜神社（三重縣津市芸濃町）

## 脚注
1. ↑  國學院大学　古事記学センター　天之都度閇知泥神
2. ↑  新潮日本古典集成 古事記　附录・神名的释义
3. ↑  『日本大百科全書』也视作同一神